# Cecidophyes pseudoplatani
Cecidophyes pseudoplatani är en spindeldjursart som först beskrevs av Alfred Nalepa 1922.  Cecidophyes pseudoplatani ingår i släktet Cecidophyes, och familjen Eriophyidae. Arten är reproducerande i Sverige.